# Little Nemo: Adventures in Slumberland
Little Nemo: Adventures in Slumberland (El pequeño Nemo en español) es una película de animación dirigida por Masami Hata y William T. Hurtz basada en las historietas homónimas del mismo nombre, la película fue estrenada en Japón el 15 de julio de 1989 y originalmente se estrenó en los cines estadounidenses en 1992.

## Argumento
El pequeño Nemo es un niño que no para de tener sueños en los cuales se ve inmerso en un reino de fantasía. Tal vez por ello, es invitado por el rey Morfeo a ser su príncipe heredero en el Mundo de los Sueños.